# Độ nghiêng quỹ đạo

Các tham số của quỹ đạo Kepler. Độ nghiêng quỹ đạo được ký hiệu bằng chữ i.

Độ nghiêng quỹ đạo là một trong số các tham số quỹ đạo xác định hướng của mặt phẳng quỹ đạo của một thiên thể. Nó là góc giữa mặt phẳng quỹ đạo và mặt phẳng tham chiếu. Nó thường được ký hiệu bằng chữ i và được đo bằng độ.
Định nghĩa trên áp dụng cho hầu hết thiên thể trong Hệ Mặt Trời. Với các hệ có quỹ đạo ngoài Hệ Mặt Trời, đôi khi không tìm được mặt phẳng tham chiếu thích hợp nào, người ta có thể định nghĩa lại độ nghiêng quỹ đạo. Ví dụ với sao đôi, độ nghiêng quỹ đạo được định nghĩa là góc giữa pháp tuyến mặt phẳng quỹ đạo và phương nối từ hệ đến người quan sát. Sao đôi có độ nghiêng quỹ đạo 90 độ có thể che khuất nhau khi quay.

## Các ví dụ
- Với, quỹ đạo của các hành tinh trong Hệ Mặt Trời, mặt phẳng tham chiếu thường là mặt phẳng hoàng đạo (mặt phẳng quỹ đạo của Trái Đất), nhất là trong các quan sát từ Trái Đất. Tuy nhiên, người ta cũng có thể lấy mặt phẳng tham chiếu là mặt phẳng chứa xích đạo của Mặt Trời, Sao Mộc,... tùy vào ứng dụng cụ thể
- Độ nghiêng quỹ đạo của các vệ tinh tự nhiên hay vệ tinh nhân tạo thường được đo với mặt phẳng tham chiếu chứa xích đạo của thiên thể mà vệ tinh bay quanh:
  - độ nghiêng 0 độ: vệ tinh bay trên mặt phẳng xích đạo và cùng chiều quay với thiên thể chủ
  - độ nghiêng 90 độ: vệ tinh bay qua hai cực Nam và Bắc của thiên thể chủ
  - độ nghiêng 180 độ: vệ tinh bay trên mặt phẳng xích đạo và ngược chiều quay với thiên thể chủ
- Với Mặt Trăng, người ta hay tính độ nghiêng quỹ đạo so với mặt phẳng hoàng đạo, một giá trị tương đối ổn định so với việc dựa vào mặt phẳng xích đạo của Trái Đất.

## Công thức
Trong cơ học thiên thể có thể tính độ nghiêng quỹ đạo, i, qua công thức:
{\displaystyle i=arccos{h_{z} \over \left|h\right|}\,}
với:
- hz thành phần chiếu của h lên phương z của hệ quy chiếu,
- h là mômen động lượng vuông góc với mặt phẳng quỹ đạo.